# Петимата добри императори
Петимата добри императори (на английски: Five Good Emperors) – са петима последователно управлявали римски императори от династията на Антонините: Нерва, Траян, Адриан, Антонин Пий и Марк Аврелий. По време на тяхното управление (96 – 180), което се отличавало със стабилност и отсъствие на репресии, Римската империя достига своя най-голям разцвет. Терминът е въведен от английския историк Едуард Гибън.
Във вътрешната политика е достигнато примирение на императорите и Сената. Императорите не прибягват до репресии и конфискации.
Във външната политика, империята достига своето максимално разширение. При Траян в резултат на победоносните войни с даките и партите са присъединени Дакия, Арабия, Армения и Месопотамия. На Адриан му се налага да се откаже от последните две провинции и да премине от настъпление към отбрана на границите.
Предаването на властта на императора става безкръвно. Всеки император още приживе установява свой приемник, който се легитимира с одобрението на Сената и авторитетните военачалници от армията или други администратори. Марк Аврелий Антонин нарушава този принцип, провъзгласявайки за съвладетел своя роден син Комод, който се оказва неспособен да управлява страната. Със своите тиранични действия той предизвиква всеобща ненавист и е убит през 192 г. След това Рим попада в дълъг период на борби между различните претенденти за престола (т.нар. Криза на III век).
Римските историци, които често делели императорите на добри и лоши, причисляват Антонините към добрите и съставяли биографиите им в изключително хвалебствени тонове. Нерва, според Тацит, успял да обедини несъединимото: принципатът и свободата. Траян станал за римляните мерило за успех и следващите императори искали да приличат на него. Антонин носел прозвището Пий – Благочестивия. А Марк Аврелий въплъщавал идеала за владетел, бидейки философ на трона.
Съвременните историци, съгласявайки се с много от фактите, с внимание подхождат към тях, доколкото цялата съхранена от тази епоха информация отразява гледната точка на висшето римско общество.
- Марк Кокцей Нерва
- Марк Улпий Нерва Траян
- Публий Елий Траян Адриан
- Тит Елий Цезар Антонин (Антонин Пий)
- Марк Аврелий Антонин